# Gitschberg
Der Gitsch oder Gitschberg ist ein 2512 m hoher Berg in den Pfunderer Bergen, einer Untergruppe der südlichen Zillertaler Alpen. Er liegt oberhalb von Meransen im westlichen Pustertal in der italienischen Provinz Südtirol. Auf ihm befindet sich ein Teil des Wintersportgebiets Gitschberg-Jochtal mit einer Pistenlänge von ca. 22 Kilometern.
Den Gitsch befahren insgesamt drei Luftseilbahnen, eine 4er-Sesselbahn und drei Skilifte.
- Die Gitschberg-Kabinenbahn ist eine Einseilumlaufbahn, geteilt in zwei Sektionen: die untere „Bergbahn“ und die obere „Nesselbahn“. Sie hat eine Gesamtlänge von 3428 m und überwindet eine Höhendifferenz von 707 m. An der Mittelstation kann aus- und zugestiegen werden. Sie kann 2400 Personen pro Stunde mit einer Geschwindigkeit von 6 m/s befördern und verläuft nach dem Umlaufprinzip.
- Nach der Benutzung der 10er-Seilbahn „Ski Express“ und der 4er-Sesselbahn „Gitschberg“ mit Längen von 1853 und 819 m, sowie Höhendifferenzen von 510 und 295 m, kommt man knapp unter dem Gipfelkreuz mit Panoramaerklärung an.[1]
- Vom Gitsch hat man einen Blick auf das Eisacktal (westlich und südlich) mit den Zillertaler und Sarntaler Alpen, die Stadt Brixen (südlich) und das Pustertal (östlich). Südlich gegenüber liegen die Dolomiten mit der Seiser Alm und dem Schlern.

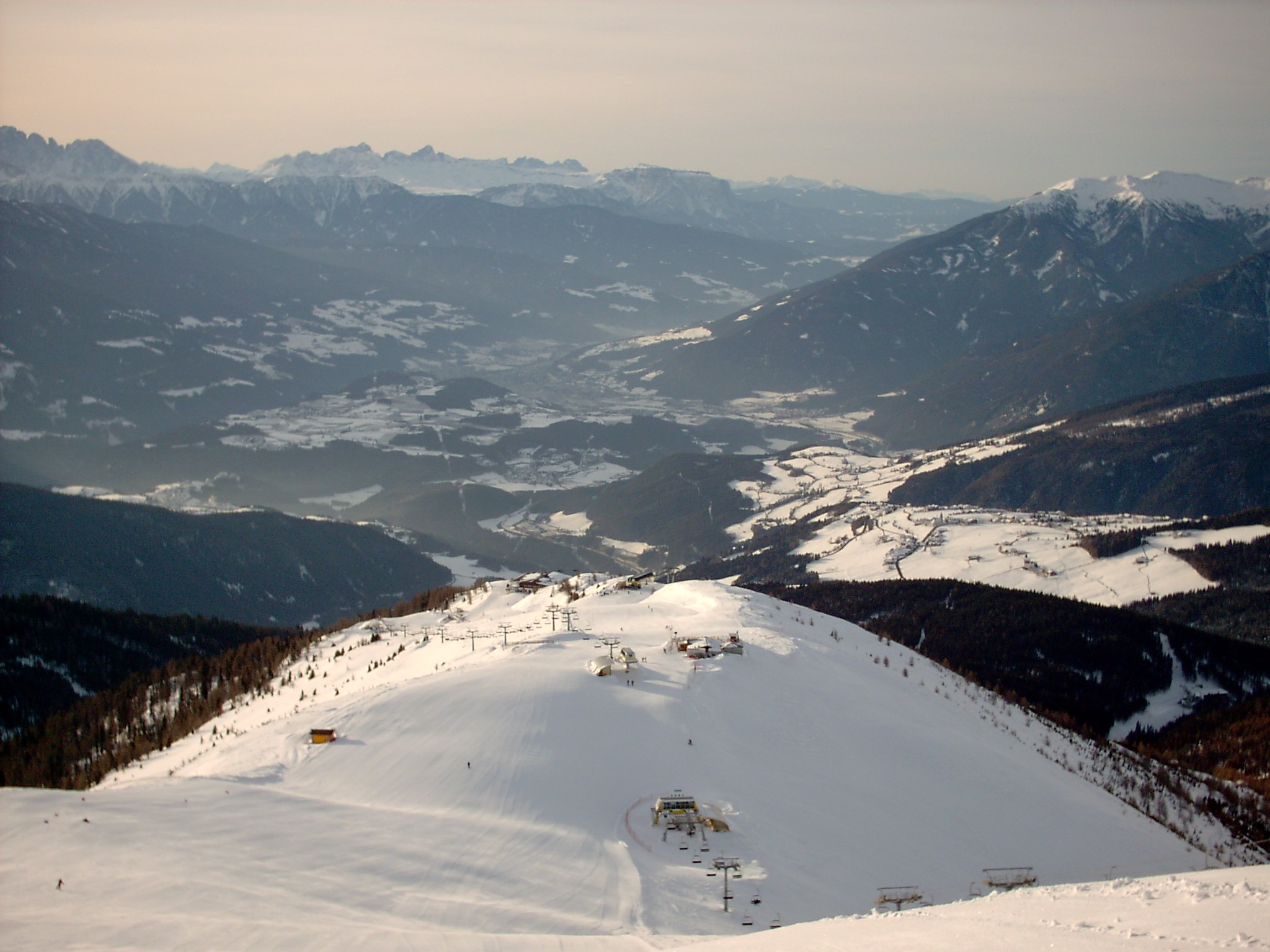
Blick vom Gitsch mit Skigebiet Gitschberg, Streudorf Meransen und der Stadt Brixen im Eisacktal. Gegenüber sind die Dolomiten mit der Seiser Alm und dem Schlern.
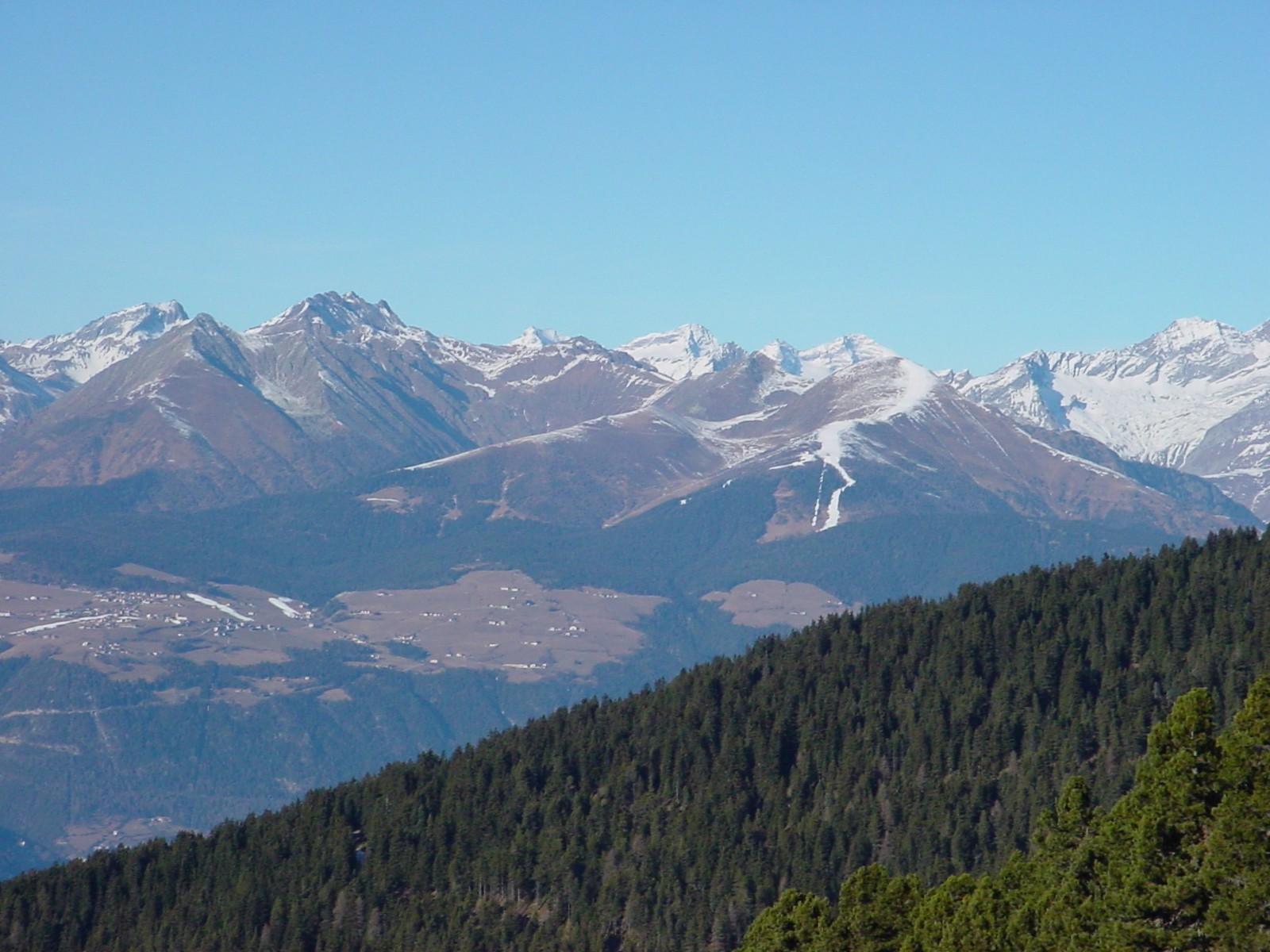
Blick von der Plose auf den Gitsch (halbrechts, runder Berg mit künstlicher Skiabfahrt) und Meransen mit weiteren künstlichen Pisten (Talabfahrt, Brunner, Pobist von rechts).
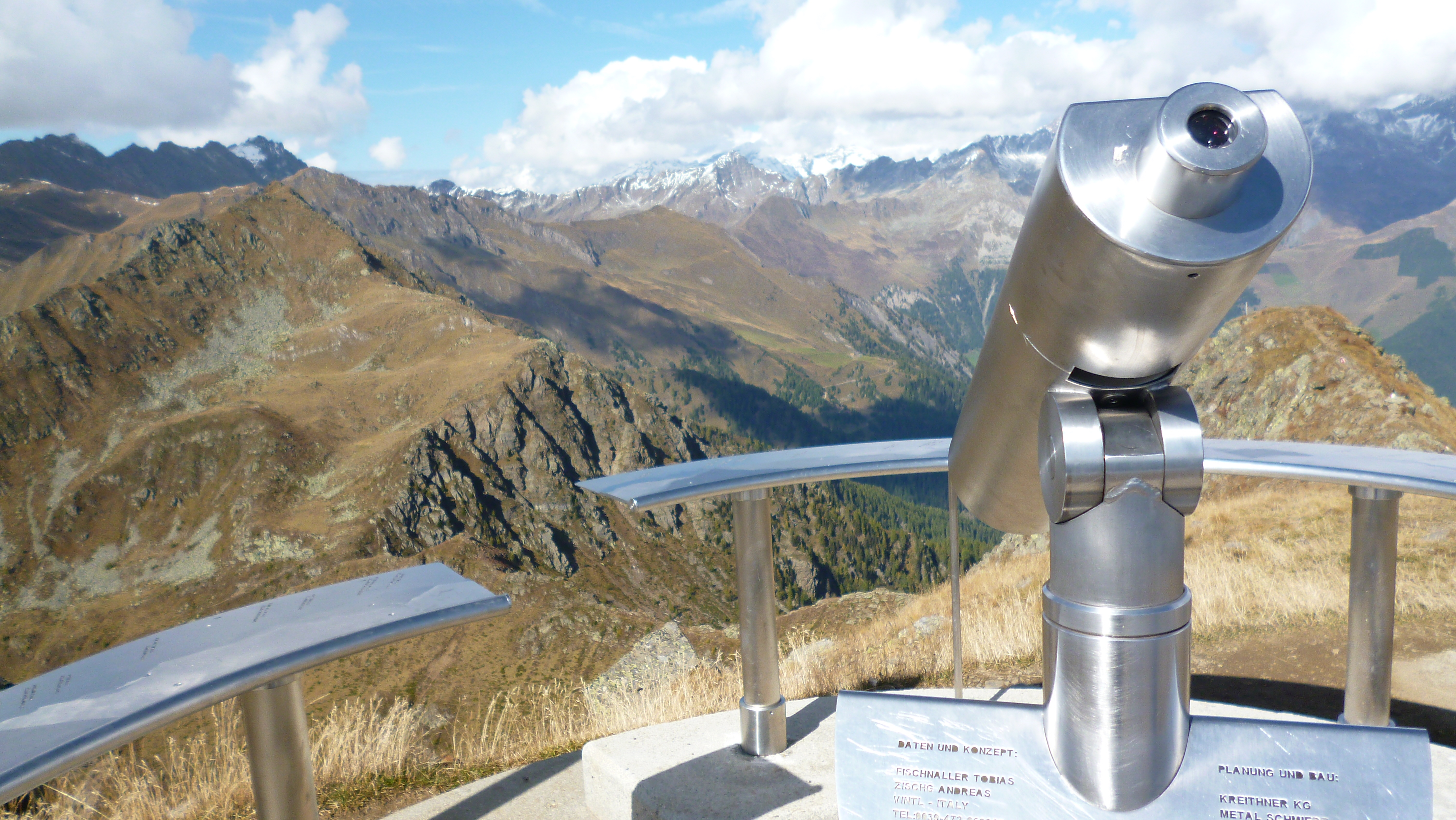
Der Gitsch 2512m
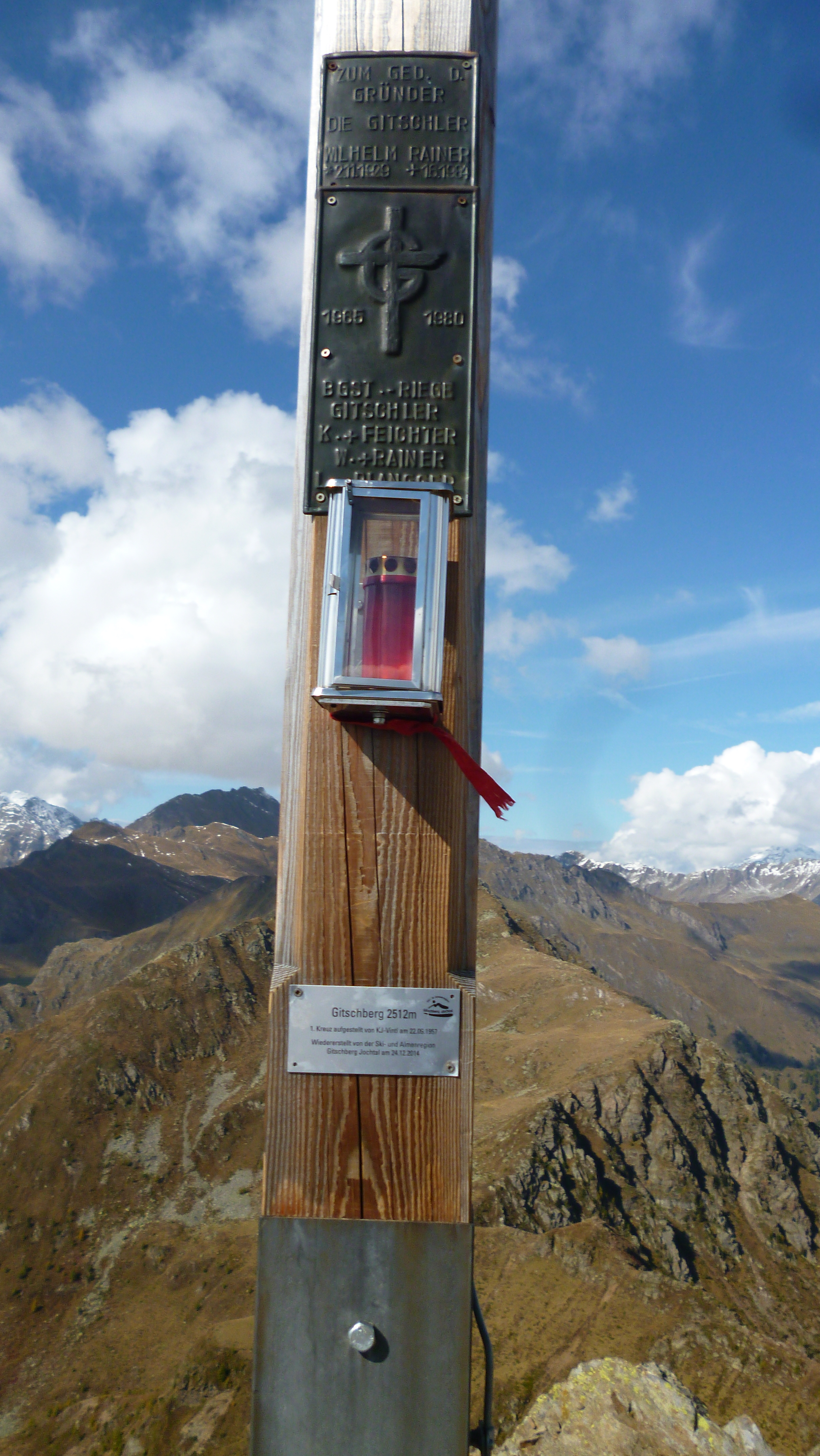
Gipfelkreuz am Gitsch, Sept.2017